# Dusona papator
Dusona papator là một loài tò vò trong họ Ichneumonidae.